# Phyllonorycter hagenii
Phyllonorycter hagenii là một loài bướm đêm thuộc họ Gracillariidae. Nó được tìm thấy ở Québec và Hoa Kỳ (bao gồm Illinois, Massachusetts, Kentucky, Michigan, New York, Vermont và Connecticut).
Sải cánh dài 7.5–10 mm.
Ấu trùng ăn Quercus species, bao gồm Quercus alba, Quercus bicolor, Quercus castanea và Quercus prinus. Chúng ăn lá nơi chúng làm tổ.